# 蔣舜民
蔣舜民（1472年—？），字虞中，號東曉，直隸常州府江陰縣人，民籍，明朝政治人物。

## 生平
弘治十七年（1504年）甲子科應天鄉試第九十六名舉人，正德十二年（1517年）中式丁丑科會試第一百十六名，三甲第二百八名進士。大理寺觀政，授清豐縣知縣，升大名府同知，出為浙江僉事，改山西僉事，致仕。

## 家族
曾祖蔣國禎；祖父蔣淐；父蔣萱，母王氏。